# اورسورس انرژی
اورسورس انرژی (انگلیسی: Eversource Energy) شرکت برق آمریکایی است، که در سال ۱۹۶۶ تأسیس شد.